# Coral Gables
Coral Gables ist eine Stadt im Miami-Dade County im US-Bundesstaat Florida mit 49.248 Einwohnern (Stand: 2020). Sie gehört zu den wohlhabenden Städten im Miami-Dade County. Das Stadtbild ist geprägt von Einfamilenhäusern und Villen.

## Geographie
Coral Gables liegt an der Biscayne Bay und grenzt direkt südwestlich an Miami. Weitere angrenzende Kommunen sind West Miami, South Miami, Pinecrest und Palmetto Bay.

## Klima
Das Klima ist mild und warm, mit einem leichten Wind von See. Statistisch regnet es in den Sommermonaten an durchschnittlich 30 Prozent der Tage, wenn auch nur kurzzeitig. Die höchsten Temperaturen sind im Mai bis Oktober, mit bis zu 31 °C. Die kältesten Monate von Dezember bis Februar mit durchschnittlich nur 17 °C Tiefsttemperatur. Schneefall ist in der Region nahezu unbekannt.

## Geschichte
Coral Gables wurde in den 1920er Jahren von George E. Merrick, einem Städteplanungsvisionär und Wegbereiter des New Urbanism, entworfen.

## Demographische Daten
Laut der Volkszählung 2010 verteilten sich die damaligen 46.780 Einwohner auf 20.266 Haushalte. Die Bevölkerungsdichte lag bei 752,1 Einw./km². 91,0 % der Bevölkerung bezeichneten sich als Weiße, 3,0 % als Afroamerikaner, 0,1 % als Indianer und 2,7 % als Asian Americans. 1,4 % gaben die Angehörigkeit zu einer anderen Ethnie und 1,8 % zu mehreren Ethnien an. 53,6 % der Bevölkerung bestand aus Hispanics oder Latinos.
Im Jahr 2010 lebten in 27,0 % aller Haushalte Kinder unter 18 Jahren sowie 29,8 % aller Haushalte Personen mit mindestens 65 Jahren. 62,4 % der Haushalte waren Familienhaushalte (bestehend aus verheirateten Paaren mit oder ohne Nachkommen bzw. einem Elternteil mit Nachkomme). Die durchschnittliche Größe eines Haushalts lag bei 2,35 Personen und die durchschnittliche Familiengröße bei 2,94 Personen.
24,3 % der Bevölkerung waren jünger als 20 Jahre, 27,2 % waren 20 bis 39 Jahre alt, 26,9 % waren 40 bis 59 Jahre alt und 21,5 % waren mindestens 60 Jahre alt. Das mittlere Alter betrug 39 Jahre. 47,3 % der Bevölkerung waren männlich und 52,7 % weiblich.
Das durchschnittliche Jahreseinkommen lag bei 88.167 $, dabei lebten 8,9 % der Bevölkerung unter der Armutsgrenze.
Im Jahr 2000 war Englisch die Muttersprache von 43,82 % der Bevölkerung, Spanisch sprachen 51,05 % und 5,13 % hatten eine andere Muttersprache.

## Kultur und Sehenswürdigkeiten

### Sehenswürdigkeiten
Folgende Objekte sind im National Register of Historic Places gelistet:
| - Coco Plum Woman’s Club - Coral Gables City Hall - Coral Gables Congregational Church - Coral Gables Elementary School - Coral Gables House - Coral Gables Police and Fire Station | - Coral Gables Woman’s Club - Douglas Entrance - Entrance to Central Miami - MacFarlane Homestead Historic District - Miami-Biltmore Hotel - Venetian Pool |

### Parks und Sportmöglichkeiten
Es gibt ein breites Angebot von 22 Stadtparks sowie mehrere sportliche Einrichtungen (z. B. Tennis, Golf), sowie Spielwiesen und Möglichkeiten zum Camping und Grillen.

## Wirtschaft  und Infrastruktur
Eine beliebte Einkaufsstraße ist die Miracle Mile (Abschnitt der SW 22. Street zwischen SW 37. und SW 42. Avenue).
Die Shops at Merrick Park sind ein exklusives Einkaufzentrum.
Die größten Arbeitgeber der Stadt waren 2018:
| Arbeitgeber                  | Arbeitnehmer |
| ---------------------------- | ------------ |
| University of Miami          | 16.174       |
| Doctors Hospital             | 2184         |
| Baptist Health South Florida | 1105         |
| Mercantil Commerce Bank      | 918          |
| City of Coral Gables         | 836          |
| Bayview Asset Management     | 684          |
| Coral Gables Hospital        | 659          |
| Dade County School Board     | 602          |
| Quirch Foods                 | 600          |
| The Biltmore Hotel           | 570          |

### Kliniken
- Coral Gables Hospital
- Doctor’s Hospital Snf
- Kindred Hospital-Coral Gables
- Healthsouth Sports Medicine & Rehabilitation Center
- Intercontinental Medical Network
- Ramsay Health Care Inc
- Victoria Nursing & Rehabilitation

### Bildung
- University of Miami
- Coral Gables Elementary
- Coral Gables Senior High
- Ponce De Leon Middle School

### Verkehr
Coral Gables wird von den U.S. Highways 1 (SR 5) und 41 sowie den Florida State Roads 90, 953, 959 und 976 durchquert bzw. tangiert. Die Stadt hat über die Stationen University und Douglas Road Anschluss an die Vorortbahn Miami-Dade Metrorail in Richtung Innenstadt und Flughafen von Miami. Der Flughafen Miami befindet sich 6 km nördlich der Stadt.

## Kriminalität
Die Kriminalitätsrate lag im Jahr 2010 mit 254 Punkten (US-Durchschnitt: 266 Punkte) im durchschnittlichen Bereich. Es gab zwei Morde, drei Vergewaltigungen, 35 Raubüberfälle, 53 Körperverletzungen, 376 Einbrüche, 1512 Diebstähle, 65 Autodiebstähle und eine Brandstiftung.

## Partnerstädte
- Aix-en-Provence in Frankreich
- Cartagena in Kolumbien, seit 1957[8]
- Granada in Spanien (ruhend)
- La Antigua in Guatemala
- Provinz Pisa in Italien (ruhend)
- Quito in Ecuador (ruhend)
- San Isidro in Argentinien
- Santa Tecla in El Salvador
- Sevilla in Spanien

## Söhne und Töchter der Stadt
- Bob Graham (1936–2024), Politiker, 38. Gouverneur von Florida
- George Mitchell (* 1944), Blues-Forscher und -Produzent
- Katherine Kurtz (* 1944), Autorin von Fantasy-Romanen
- Eugene Drucker (* 1952), Violinist
- Mimi Rogers (* 1956), Schauspielerin
- Thurston Moore (* 1958), Gitarrist und ein Sänger der Band Sonic Youth
- Kevin Buckler (* 1959), Autorennfahrer, Rennstallbesitzer und Winzer
- Robert Lazar (* 1959), Unternehmer
- Jeanne Golay (* 1962), Radrennfahrerin
- Mary Gray-Reeves (* 1962), anglikanische Bischöfin
- Brendan Cahill (* 1963), Bischof von Victoria in Texas
- Pamela Smart (* 1967), Komplizin des Mordes an ihrem Ehemann
- Chris Corchiani (* 1968), US-amerikanisch-italienischer Basketballspieler
- Jonathan Vilma (* 1982), American-Football-Spieler
- Romina Espinosa (* 1988), Schauspielerin, Sängerin und Autorin
- Denzel Perryman (* 1992), American-Football-Spieler